# Municipio de Florance
El municipio de Florance (en inglés: Florance Township) es un municipio ubicado en el condado de Foster en el estado estadounidense de Dakota del Norte. En el año 2010 tenía una población de 32 habitantes y una densidad poblacional de 0,34 personas por km².

## Geografía
El municipio de Florance se encuentra ubicado en las coordenadas 47°32′13″N 98°40′54″O / 47.53694, -98.68167. Según la Oficina del Censo de los Estados Unidos, el municipio tiene una superficie total de 92.95 km², de la cual 89,96 km² corresponden a tierra firme y (3,22 %) 2,99 km² es agua.

## Demografía
Según el censo de 2010, había 32 personas residiendo en el municipio de Florance. La densidad de población era de 0,34 hab./km². De los 32 habitantes, el municipio de Florance estaba compuesto por el 100 % blancos. Del total de la población el 0 % eran hispanos o latinos de cualquier raza.